# Jan Peumans
Pour les articles homonymes, voir Peumans.
Jan Peter Ch. Peumans, né à Maastricht le 6 janvier 1951, est un homme politique belge flamand de la province du Limbourg pour le parti N-VA. 
Il est sociologue de formation.

## Carrière politique
- 1982 - 1994 : échevin à Riemst
- 1985 - 1987 : conseiller provincial au Limbourg
- 1991 - 2004 : membre du conseil provincial du Limbourg
- 1995 - 2006 : bourgmestre de Riemst
- 2007 - 2012 : échevin à Riemst
- 2004 - 2019 : député flamand
  - 2009 - 2019 : président du parlement de la communauté flamande
  - depuis 2014 : sénateur de communauté
  - 2007 - 2009 : chef de groupe N-VA au Parlement flamand
- 2008 - 2009 : vice-président de la N-VA

## Événements et controverses
En juillet 2004, il s'oppose, en tant que bourgmestre de Riemst, à l'allongement de la piste de l'Aéroport de Liège-Bierset.
Jan Peumans traite, dans le magazine flamand "Humo" daté du 15 décembre 2009, les résistants de « crapules de rue ». Un an plus tôt, dans Het Laatste Nieuws, il utilise les termes « assassins » et « lâches »[réf. nécessaire]. Le 6 février 2010, dans Le Soir, il traite de « lâches » les résistants qui ont tué son oncle, un collaborateur membre du VNV.
Victime d'une agression à Visé le 12 septembre 2010, l'auteur présumé dément formellement.